# Carlana eigenmanni
Carlana
Genre
Espèce
Carlana eigenmanni, unique représentant du genre Carlana, est une espèce de poissons d'eau douce téléostéens de la famille des Characidae (ordre des Characiformes).

## Répartition et habitat
Carlana eigenmanni est un poisson d'Amérique centrale qui se rencontre au Costa Rica, au Nicaragua et au Panama.
Ce poisson se rencontre exclusivement près des rives des bras morts de rivières ou d'autres biotopes d'eau stagnante et ce entre 35 et 85 m d'altitude.

## Description
Carlana eigenmanni peut mesurer jusqu'à 54 mm, queue non comprise. Cette espèce se nourrit principalement d'algues filamenteuses et occasionnellement d'insectes aquatiques.

## Classification
Le nom valide complet (avec auteur) de ce taxon est Carlana eigenmanni (Meek, 1912).
L'espèce a été initialement décrite en 1912 par l'ichtyologiste Seth Eugene Meek (d) (1859-1914) dans le genre Cheirodon sous le protonyme Cheirodon eigenmanni Meek, 1912,.
En 1914, Meek crée le genre Carlia sans remarquer que celui-ci est déjà occupé par des reptiles (Carlia Gray, 1845),.
En 1928, le zoologiste norvégien Embrik Strand (1876-1947) crée le genre Carlana en remplacement du genre Carlia proposé par Meek en 1914 et reclasse l'espèce sous son taxon actuel,.
Carlana eigenmanni a pour synonymes :
- Carlia eigenmanni (Meek, 1912)[5],[6]
- Cheirodon eigenmanni Meek, 1912[3]
- Rhoadsia eigenmanni (Meek, 1912)[3]

## Étymologie
Le nom générique, Carlana, a été choisi en l'honneur de l'ichtyologiste américain d'origine allemande Carl H. Eigenmann (1863–1927) qui a suggéré de remplacer le genre Carlia proposé par Meek en 1914, car ce genre était déjà occupé.
L'épithète spécifique, eigenmanni, lui a été donnée en l'honneur de ce même Carl H. Eigenmann « qui a fait plus que quiconque pour accroître nos connaissances sur les Characins, la famille de poissons la plus intéressante des eaux douces des Amériques ».

## Publications originales
- Genre Carlana :
  - (de) Embrik Strand, « Miscellanea nomenclatorica zoologica et palaeontologica », Archiv für Naturgeschichte. Abteilung A., Berlin, vol. 92, no 8,‎ juillet 1928, p. 30-75 (lire en ligne, consulté le 16 décembre 2023).
- Espèce Carlana eigenmanni :
  - (en) Seth Eugene Meek, « New species of fishes from Costa Rica », Publications of the Field Museum of Natural History, Zoological series, Chicago, Inconnu, vol. 10, no 7,‎ 1912, p. 69-75 (ISSN 0895-0237, OCLC 1221963, DOI 10.5962/BHL.TITLE.5583, lire en ligne).